# Gundam Wing: Endless Waltz
Gundam Wing: Endless Waltz (新機動戦記ガンダムＷ: ENDLESS WALTZ?, Shin Kidō Senki Gundam Wing Endless Waltz), conosciuto anche come New Mobile Report Gundam Wing: Endless Waltz, è il sequel diretto di Gundam Wing; entrambi sono fissati sulla stessa linea temporale, in uno degli universi alternativi rispetto a quello originale della serie Mobile Suit Gundam.
Oltre ad esser una continuazione della serie TV, quest'OAV rivela anche vari dettagli riguardanti il passato dei cinque piloti di Gundam e l'autentico obiettivo che sta dietro l'Operazione Meteora. Pubblicato in tre parti nel 1997, è poi uscito un film di montaggio nel 1998 intitolato: Mobile Suit Gundam Wing: Endless Waltz Special Edition.
In Italia l'OAV diviso in tre parti è stato trasmesso in prima visione su Italia 1 dal 10 al 17 marzo 2002 in coda alla serie TV, replicato nel 2003 su Italia Teen Television e fu anche distribuito nelle ultime due VHS nella collana dedicata alla serie edita da De Agostini.
Rispetto all'OAV nel film sono stati inseriti 8 minuti di scene aggiuntive e una diversa colonna sonora; in Italia il film è stato pubblicato il 20 aprile 2011 dalla Dynit con il titolo Mobile Suit Gundam Wing: Endless Waltz e con un nuovo doppiaggio.
L'anno successivo è stato integrato da tre manga composti da un volume ciascuno, questi sono poi giunti anche in Italia pubblicati da Panini Comics sotto l'etichetta Planet Manga tra il 2002 e il 2003.

## Trama
Ci troviamo nell'anno 196 post-coloniale (After Colony) e la guerra tra la Terra e le colonie si è appena conclusa. Sua Eccellenza Treize Kushrenada è morto e OZ è stata definitivamente smantellata; ciò dà vita alla cosiddetta "Unione delle Nazioni della Sfera Terrestre" e in contemporanea ai "Prevent", ovvero le truppe di difesa preventiva della polizia (sotto la saggia guida di Lady Une). Notando che oramai non sarà più necessario l'uso dei Gundam per scopi militari i suoi piloti, tranne Wufei che se ne dissocia, decidono di spedire i robot in direzione del Sole, all'interno d'un gigantesco satellite di smaltimento rifiuti, per esserne così distrutti.
Tuttavia, la pace non sembra poter durare a lungo in quanto, nel 1º anniversario dalla fine del conflitto, si verifica una nuova ribellione nella colonia L3. Guidati da una bambina di sette anni di nome MarieMaia, la quale si rivela essere la figlia di Treize, i rivoluzionari fanno rapire l'attuale sottosegretario agli affari esteri Relena Darlian mentre questa si trova impegnata in una difficile missione diplomatica.
MarieMaia è però soltanto una pedina sotto il controllo del nonno materno Dekim Barton, l'ex consigliere capo nella colonia che vide a suo tempo il martirio del primo Heero Yui. L'uomo, la cui folle ambizione mira a concentrar nelle proprie mani il potere assoluto, prevede di realizzare l'Operation Meteor originale: far schiantare sulla Terra un'intera colonia spaziale.
I quattro piloti di Gundam si sentono pertanto in dovere di cercar di bloccare il piano di Dekim. Recuperati da Quatre Rareba supportato dal "Corpo Maganac" prima che vengano inceneriti dal Sole, i Gundam tornano in azione; mentre Heero si trova costretto a combattere contro Wufei unitosi all'esercito di MarieMaia, gli altri tre ragazzi si dirigono velocemente alla fortezza in cui si trova prigioniera Relena a Bruxelles.
Heero, dopo esser riuscito con fatica a convincere Wufei che va posta termine una volta per tutte alla brama ossessiva di guerra presente negli esseri umani, a bordo del Gundam Zero cerca di abbattere usando il doppio fucile Buster gli scudi protettivi del bunker super-protetto in cui si trova rinserrato Dekim. Relena è intanto riuscita per un breve attimo a parlare in mondovisione ai cittadini del pianeta, e ciò fa sì che la popolazione giunga in massa a manifestare in favore degli ideali pacifisti.
Alla fine Dekim viene ucciso da uno dei suoi stessi soldati, aprendo in tal modo gli occhi anche a tutti gli altri ex commilitoni di Treize: si sono resi finalmente conto dei torti ed errori commessi nel seguire la strategia didattoriale di Dekim. La Terra e le sue Colonie hanno trovato nuovamente l'armonia necessaria ad una duratura convivenza reciproca; si possono allora distruggere una volta per tutte i mobile suit rimasti, inclusi i cinque Gundam.

## Personaggi
- Heero Yui: è colui che pose fine alla guerra tra la Terra e le Colonie spaziali, ma ora deve evitare che l'esercito di MarieMaia posa nuovamente compromettere la pace.
- Relena Peacecraft: la più forte sostenitrice politica della necessità d'una pace stabile tra la Terra e le Colonie
- Duo Maxwell: assiste i suoi amici combattendo al loro fianco per il mantenimento della pace.
- Trowa Barton: s'infiltra nell'esercito di MarieMaia al fine di prevenire l'attuazione dell'Operation Meteor originale.
- Quatre Rarerba Winner: è il primo ad avere l'idea di mandare i Gundam ad incenerirsi nel Sole, ma è costretto ad andar di corsa a recuperarli dopo l'apparizione minacciosa di Dekim.
- Chang Wufei: s'unisce inizialmente alle truppe di MarieMaia e diviene quindi un nemico degli altri quattro piloti di Gundam. Viene convinto a desistere da Heero.
- Zechs Merquise: ex-nemico dei piloti di Gundam ora loro alleato e membro dei Prevent col nome in codice "Wind", pilota la terza versione di Tallgeese.
- Lucrezia Noin: membro dei Prevent, nome in codice "Fire". Ama Zechs.
- Sally Po: membro dei Prevent, nome in codice "Water". Ha un debole per Wufei.
- Lady Une: ex-nemica dei piloti di Gundam ed ora loro alleata, è a capo dei Prevent col nome in codice "Gold".
- MarieMaia Kushrenada: figlia settenne di Sua Eccellenza Treize, è convinta di poter realizzare le ultime ambizioni del padre associandosi a Dekim.
- Dekim Barton: padre del vero Trowa Barton ucciso l'anno precedente, prima dell'inizio della missione da uno degli assistenti-ingegneri. Usa MarieMaia col fine dichiarato di distruggere la Terra.
- Leia Barton: madre di MarieMaia, morta di malattia poco dopo averla data alla luce. Lavorava come infermiera quando incontrò Treize ricoverato in ospedale perché rimasto ferito in battaglia, innamorandosene immediatamente.

## Episodi
| Nº | Titolo italiano Giapponese 「Kanji」 - Rōmaji | In onda         | In onda       |
| Nº | Titolo italiano Giapponese 「Kanji」 - Rōmaji | Giapponese      | Italiano      |
| 1  | Orbita silenziosa 「静かなる軌道（サイレント・オービット）」 - shizuka naru kidō (sairento. obitto) | 25 gennaio 1997 | 10 marzo 2002 |
| 1  | Nell'anno A.C. 196 la Terra e le Colonie si trovano finalmente in pace tra loro e i piloti di Gundam, con l'eccezione di Wufei, decidono di far incenerire i propri robot dirigendoli verso il Sole. La vigilia di Natale però la Fondazione Barton rapisce Relena Darlian dichiarando al contempo guerra all'intero pianeta Terra; Dekim Barton, un astuto vecchio, sta usando la piccola MarieMaia come marionetta per realizzare i propri scopi segreti. Il suo piano è quello di portare a termine, così com'era originariamente previsto, l'Operation Meteor: i piloti di Gundam si trovano così nuovamente costretti ad intervenire, ma Wufei s'è intanto già schierato dalla parte di MarieMaia. |                 |               |
| 2  | Operazione meteora 「過ぎ去りし流星（オぺレーション・メテオ）」 - sugi sari shi ryūsei (o pe reshon. meteo) | 25 aprile 1997  | 16 marzo 2002 |
| 2  | Quatre Rareba, con l'aiuto dei Maganac, va a recuperare i Gundam, mentre Trowa s'infiltra come spia in mezzo alle truppe di Dekim. Nel frattempo Zechs Merquise, fino ad allora creduto morto, torna in campo e si lancia all'attacco di una delle principali basi spaziali di Dekim, situata in un gigantesco asteroide. A questo punto Dekim, minacciando di far cadere un'intera colonia spaziale contro il pianeta Terra, costringe Zechs a fermarsi. Contemporaneamente i nuovi mobile suit approntati da Dekim paiono a tutti come imbattibili; fortunatamente Quatre Rareba riesce a salvare i Gundam dalla distruzione. |                 |               |
| 3  | Fino all'eternità 「永遠の回帰（リターン・トゥ・フォーエバー）」 - eien no kaiki (ritan. tō. foeba) | 25 luglio 1997  | 17 marzo 2002 |
| 3  | Heero sta volando verso la Terra a bordo del Gundam Zero, ma viene intralciato da Wufei che lo costringe a combattere contro di lui. Proprio mentre tutti si scoprono impotenti davanti alla massiccia parete difensiva della super-fortezza sotterranea in cui si trovano asserragliati Dekim con MarieMaia e Relena, arriva Heero che riesce a distruggere gli scudi del bunker a colpi di fucile laser. Mentre la popolazione si avvia ad esprimere pubblicamente il proprio desiderio di pace, Relena riesce a convincere MarieMaia del proprio errore di valutazione, l'essersi cioè affidata al perfido Dekim. Quando quest'ultimo nel suo tentativo d'uccidere Relena ferisce invece MarieMaia, uno dei fedelissimi soldati di Treize spara invece a Dekim uccidendolo. I cinque piloti di Gundam sono in grado di chiudere definitivamente la loro carriera come soldati: Sally assume come assistente Wufei nei Prevent, Trowa torna a lavorare al circo in coppia con la bella Catherine, Quatre Rareba eredita la compagnia edilizia del padre, Duo può finalmente tornare alla sua libera vita di strada. |                 |               |

## Colonna sonora
- Tema di chiusura dell'OAV: White Reflection dei TWO-MIX.
- Tema di chiusura del film: Last Impression dei TWO-MIX.

### Sigla italiana
- Gundam Wing, musica di Max Longhi e Giorgio Vanni, testo di Alessandra Valeri Manera, cantata da Giorgio Vanni.

La sigla italiana fu impiegata nell'OAV mentre nel film è stato mantenuto il tema di chiusura originale.